# برانگیز رخامی
برانگیز رخامی (نام علمی: Guivillea alabastrina) نام یک گونه از تیره طوماریان است.